# Яма, Владислав Николаевич
Владисла́в Никола́евич Я́ма (укр. Яма Владислав Миколайович; род. 10 июля 1982 года, Запорожье) — украинский танцор, а также судья телевизионных проектов «Танцюють всі!», «Україна має талант», «Танці з зірками» и «Модель XL». Член жюри «Лиги Смеха». С 2018 года является блогером на YouTube с видео по автомобильной тематике.

## Биография
Родился 10 июля 1982 года в Запорожье в семье учителей-историков. Мать — Любовь Николаевна Яма (Шевцова) работает воспитателем в гимназии, отец — Николай Петрович Яма работает начальником отдела образования Ленинской райадминистрации в Запорожье. Старший брат Дмитрий Яма (1975) работает адвокатом в Запорожье.
Окончил Запорожский национальный университет.
Начинал танцевать в Запорожье, закончил вечером в танцевальном клубе «Крок». Потом много лет танцевал в коллективе «Фиеста». После переезда в Киев занимался в киевском «Данс-центре» и выступал в Украинской федерации современного танца.
Учился в 2 гимназии имени Леси Украинки до 9 класса.
Преподаёт с девятого класса. Сначала учил детей, а с 19 лет работает со всеми возрастными категориями. Преподаёт хореографию в Киевском университете культуры.
В 2002 году пара «Владислав Яма и Марта Бакай» одержала победу на открытом чемпионате Англии (Open Metropolitan Championship) по спортивным танцам среди любителей в категории латинских танцев.
Активно сотрудничает с шоу-балетом Елены Коляденко «Freedom».
В первые дни полномасштабной войны покинул Украину. Ему это удалось сделать до того, как мужчинам призывного возраста ограничили выезд.

## Телевидение
- «Танцы со звёздами» на телеканале «1+1» вместе с украинской певицей Натальей Могилевской, вышли в финал и заняли второе место. С 2017 член жюри.
- «У Украины есть талант» (укр. «Україна має талант») — судья (телеканал «СТБ»)
- «Танцуют все!» — член жюри (телеканал «СТБ»)
- «Феномен» — гость
- «Танцы со звёздами: возвращение легенды» — судья (телеканал «1+1»)
- «Модель XL» — член жюри (телеканал «1+1»)
- «Лига Смеха» — член жюри (телеканал «1+1»)
- «Полезная площадь» (укр. «Корисна площа») — участник (телеканал «Новый канал»)[5]

## Фильмография
2021 — Нереальный Копець

## Семья
- Жена Лилиана[6][7][8]
  - Сын Лион.

## Награды
- Финалист первого сезона телевизионного проекта «Танцы со звёздами» вместе с Натальей Могилевской, после шоу ездил с ней на концерты, стал участником многих передач и благодаря этому приобрёл известность на Украине.